# Тетеруші (комуна)
Тетеруші (рум. Tătăruși) — комуна у повіті Ясси в Румунії. До складу комуни входять такі села (дані про населення за 2002 рік):
- Вилчика (395 осіб)
- Йоркань (892 особи)
- П'єтросу (1056 осіб)
- Тетеруші (1747 осіб) — адміністративний центр комуни
- Уда (1556 осіб)

Комуна розташована на відстані 325 км на північ від Бухареста, 78 км на захід від Ясс.

## Населення
За даними перепису населення 2002 року у комуні проживали 5646 осіб. Усі жителі комуни рідною мовою назвали румунську.
Національний склад населення комуни:
| Національність | Кількість осіб | Відсоток |
| -------------- | -------------- | -------- |
| румуни         | 5625           | 99,6%    |
| цигани         | 21             | 0,4%     |

Склад населення комуни за віросповіданням:
| Релігія       | Кількість осіб | Відсоток |
| ------------- | -------------- | -------- |
| православні   | 5508           | 97,6%    |
| п'ятдесятники | 39             | 0,7%     |
| адвентисти    | 10             | 0,2%     |